# Fanny Kassel
Fanny Kassel (1983) é uma matemática francesa, especialista em grupos de Lie.

## Carreira
Fanny Kassel obteve um doutorado na Universidade Paris-Sul em 2009, orientada por Yves Benoist, com a tese Compact quotients of real or p-adic homogeneous spaces. Trabalhou depois no Centre national de la recherche scientifique (CNRS) no Paul-Painlevé Laboratory da Universidade de Lille I até 2016, quando passou a trabalhar no Institut des Hautes Études Scientifiques (IHÉS).
Foi palestrante convidada do Congresso Internacional de Matemáticos no Rio de Janeiro (2018: Geometric structures and representations of discrete groups).